# Lista över Ayutthayas monarker
Detta är en kronologisk lista över kungarna över Ayutthaya.

## Uthong-dynastin (första perioden)
- Kung Ramathibodi I eller Uthong (tidigare prins Uthong) 1350-1369
- Kung Ramesuan 1369-1370 (abdikerade)

## Suphannaphum-dynastin (första perioden)
- Kung Borommaracha I (Pa-ngua) 1370-1388
- Kung Thong Chan 1388

## Uthong-dynastin (andra perioden)
- Kung Ramesuan 1388-1395 (återinsatt)
- Kung Ramaracha 1395-1409

## Suphannaphum-dynastin (andra perioden)
- Kung Inthararacha 1409-1424
- Kung Borommaracha II (Samphraya) 1424-1448
- Kung Boromma Trailokanat 1448-1488
- Kung Borommaracha III (Inthararatcha II) 1488-1491
- Kung Ramathibodi II (1491-1529)
- Kung Borommaracha IV 1529-1533
- Kung Ratsada 1533; barnkung
- Kung Chairacha 1534-1546
- Kung Yotfa (samregent 1546-1548); barnkung med modern drottning Si Sudachan som förmyndarregent
- Kung Worawongsa 1548
- Kung Chakkraphat (r 1548-1568) & Si Suriyothai (d.1548)
- Kung Mahin 1568-1569

## Sukhothai-dynastin
- Kung Maha Thammaracha (Sanphet I) 1569-1590
- Kung Naresuan den store (Sanphet II) 1590-1605
- Kung Ekathotsarot (Sanphet III) 1605-1620
- Kung Sri Saowaphak (Sanphet IV) 1620-1621
- Kung Songtham (Intharacha) 1621-1629
- Kung Chettha 1629
- Kung Athittayawong 1630; barn men titulerad Somdet Phra

## Prasat Thong-dynastin
- Kung Prasat Thong (Sanphet V) 1630-1655
- Kung Chai (Sanphet VI) 1655
- Kung Suthammaracha (Sanphet VII) 1655
- Kung Narai den store 1656-1688

## Ban Phlu Luang-dynastin
- Kung Phetracha 1688-1703
- Kung Süa ( Sanphet VIII, också kallad Luang Sorasak eller 'Tigerkungen') 1703-1709
- Kung Phumintharacha (Sanphet IX, Thai Sa) 1709-1733
- Kung Boromakot (Boromarachathirat III) 1733-1758
- Kung Uthumpon (Borommaracha Thirat IV) 1758
- Kung Suriyat Amarin eller Ekkathat (Boromarachathirat V) 1758-1767